# Temporada 1997-1998 de la UE Figueres
La temporada 1997-1998 de la UE Figueres va arrencar el 3 d'agost de 1997 amb un amistós a Agullana, on l'equip realitzava l'stage de pretemporada.
A la lliga de Segona Divisió B l'equip va començar amb molt bon peu i va estar en zona de promoció a Segona A gairebé tota la primera volta de la temporada. Però les coses es van tòrcer i els mals resultats van fer que la junta directiva destituís l'entrenador Alfons Muñoz a la jornada 25, el 9 de març, l'endemà de la derrota a Vilatenim contra l'UDA Gramenet. El secretari tècnic Albert Valentín es va fer càrrec de l'equip durant dues jornades fins que el 19 de març, dia en què el club fitxà l'entrenador del Palafrugell Francesc Guitart pel que restava de temporada. L'equip no només no millorà, sinó que acaba pitjor, en setena posició, a 12 punts de la zona de promoció d'ascens a Segona A, amb 15 victòries, 10 empats i 13 derrotes, amb 62 gols a favor i 47 en contra.
A la Copa del Rei, en canvi, l'equip va fer molt bon paper, eliminant el RCD Espanyol de José Antonio Camacho en segona ronda i posant contra les cordes el València CF de Claudio Ranieri, a Mestalla, a la pròrroga, en tercera ronda.

## Fets destacats
1997
- 3 d'agost: el Figueres disputa el primer partit amistós de la pretemporada, al camp del CE Agullana, amb victòria per 0 gols a 9.[1]
- 22 d'agost: partit amistós de presentació del Figueres a Vilatenim contra el RCD Espanyol, amb derrota per 0 gols a 4.[8][9]
- 31 d'agost: primera jornada de lliga, a Vilatenim, contra l'Ontinyent CF, amb triomf per 4 gols a 1.[10]

1998
- 7 de gener: el Figueres cau eliminat de la Copa del Rei a Mestalla contra el València CF en tercera ronda,[7] després d'haver eliminat el RCD Espanyol en la ronda prèvia.[6]
- 9 de març: el club destitueix l'entrenador Alfons Muñoz pels mals resultats a la lliga, a la jornada 25, l'endemà de la derrota a Vilatenim contra l'UDA Gramenet.[3]
- 19 de març: el club fitxa l'entrenador Francesc Guitart pel que resta de temporada.[4]
- 17 de maig: últim partit de lliga a Vilatenim contra el València CF B, amb derrota per 0 gols a 2.[11]

## Plantilla
| Núm. | Pos. |               | Jugador                               | Procedència        | Temporada |
| ---- | ---- | ------------- | ------------------------------------- | ------------------ | --------- |
|      | POR  | Catalunya     | Esteve Moner Écija (Moner)            | Cadis CF           | 1997-1998 |
|      | POR  | Catalunya     | Pere Molist Monclús (Molist)          | CE Júpiter         | 1997-1998 |
|      | DEF  | Catalunya     | Joan Sagué Turón (Sagué)              | Girona FC          | 1993-1994 |
|      | DEF  | Illes Balears | Miguel Ángel Salas Bestard (Salas)    | CE Atlètic Balears | 1994-1995 |
|      | DEF  | Catalunya     | Arnau Sala Descals (Arnau)            | AEC Manlleu        | 1994-1995 |
|      | DEF  | Aragó         | Raül Agné Montull (Agné)              | Girona FC          | 1995-1996 |
|      | DEF  | País Basc     | Gorka Garagarza Fernández (Garagarza) | Real Sociedad B    | 1995-1996 |
|      | DEF  | Catalunya     | Josep Santos Pastor (Santos)          | juvenil            | 1996-1997 |
|      | DEF  | Navarra       | José Antonio Oronoz Bidegain (Oronoz) | Real Unión         | 1997-1998 |
|      | MIG  | Catalunya     | Àngel Cortada Borràs (Cortada)        | Vilobí CF          | 1993-1994 |
|      | MIG  | Catalunya     | Jordi Condom Aulí (Condom)            | Palamós CF         | 1995-1996 |
|      | MIG  | Catalunya     | Joan Ribera Masó (Nan)                | Girona FC          | 1995-1996 |
|      | MIG  | Navarra       | Marcos Vallejo Gil (Vallejo)          | Real Unión         | 1996-1997 |
|      | MIG  | Catalunya     | Jordi Vinyals Martori (Vinyals)       | Terrassa FC        | 1997-1998 |
|      | MIG  | Andorra       | Justo Ruiz González (Justo)           | FC Andorra         | 1997-1998 |
|      | MIG  | Catalunya     | Francesc Kiko Prats Viñas (Prats)     | AE Roses           | 1997-1998 |
|      | DAV  | Catalunya     | Juli Sunyer Serrat (Juli)             | AD Guíxols         | 1995-1996 |
|      | DAV  | Cantàbria     | José Luis Peña Revilla (Peña)         | Barakaldo CF       | 1996-1997 |
|      | DAV  | Catalunya     | Ángel Francisco Dolz Julián (Dolz)    | UDA Gramenet       | 1997-1998 |
|      | DAV  | Catalunya     | Daniel Sarabia Ricart (Sarabia)       | Girona FC          | 1997-1998 |
|      | DAV  | Navarra       | Jon Bengoetxea Perurena (Bengoetxea)  | Moralo CP          | 1997-1998 |

Llegenda:  ·   Capità  ·   Juvenil  ·   Lesionat  ·   Altes  ·   Passaport europeu  ·   Extracomunitari  ·   Extracomunitari sense restricció
Altres jugadors utilitzats a la temporada: José Hernández Díaz (juvenil), Oscar Pérez (FE Figueres), Pere Costojà (FE Figueres)
| Baixes                          | Destinació     |
| Francesc Ruiz Valbuena Rodri    | UD Almería     |
| Carles Curós Hurtado            | Girona FC      |
| Jordi Codina Güell Russet       | Girona FC      |
| Manuel Muñoz Huertas            | CD Banyoles    |
| Anselmo José Sanabria Cruz      | CF Sóller      |
| Josep Pagès Berga               | CE Castelló    |
| Diego Ribera Ramírez            | RCD Espanyol B |
| Miguel Ángel San Nazario Marcos | CD Calahorra   |
| Joaquim Ferrer Sala             |                |

## Resultats
| Amistosos |

| 3 agost 1997 | CE Agullana | 0 – 9         | UE Figueres                                                                                         | Agullana                               |  |
|              |             | El Punt Diari | 3' Vinyals · 5' Agné · 45' Peña · 47' (p.) Cortada · 50' Hernández · 60' 83' 88' Juli · 78' Vallejo | Camp de futbol municipal · Contreras · |  |

| 9 agost 1997 | AD Guíxols | 1 – 2         | UE Figueres                       | Sant Feliu de Guíxols                |  |
|              | Acín 87'   | El Punt Diari | 9' (p.p.) Valero · 35' (p.) Prats | Camp de futbol municipal · Butxaca · |  |

| 12 agost 1997 | UE Vilassar de Mar | 1 – 0           | UE Figueres | Vilassar de Mar                                   |  |
|               | Quini 85'          | Diari de Girona |             | Estadi Municipal Xevi Ramon · Álvarez Izquierdo · |  |

| 15 agost 1997                           | Girona FC                               | 1 – 1 (pp.)     | UE Figueres                     | Banyoles                                               |                                 |
| XXIX Torneig de l'Estany - Semifinal    | Jaspe 48'                               | El Punt Diari   | 1' Prats                        | Nou Municipal de Banyoles · Triola espectadors · 350 · |                                 |
|                                         |                                         | Tanda de penals |                                 |                                                        |                                 |
| Cruz · Gasca · Síria · Ciurana · Oliver | Cruz · Gasca · Síria · Ciurana · Oliver | 2 – 3           | Condom · Agné · Vinyals · Salas | Condom · Agné · Vinyals · Salas                        | Condom · Agné · Vinyals · Salas |

| 16 agost 1997                    | CE Banyoles                                    | 4 – 3         | UE Figueres                      | Banyoles                                             |  |
| XXIX Torneig de l'Estany - Final | Serra 49' · Murillo 60' · Muñoz 85' · Ludi 90' | El Punt Diari | 30' Nan · 47' Vinyals · 76' Dolz | Nou Municipal de Banyoles · 400 espectadors · Grau · |  |

| 22 agost 1997 | UE Figueres | 0 – 4                        | RCD Espanyol                                          | Figueres                                                             |  |
| 21:30         |             | Mundo Deportivo El Punt Avui | 51' Pacheta · 58' Ouédec · 66' (p.) 71' Quique Martín | Municipal de Vilatenim · 1.500 espectadors · Salvador Elías Fajula · |  |

| Copa Catalunya |

| 10 agost 1997 | CF Peralada | 0 – 2         | UE Figueres  | Peralada                                                            |  |
| 3a ronda      |             | El Punt Diari | 22' 37' Peña | Municipal de Peralada · 600 espectadors · José Antonio Valenzuela · |  |

| 20 agost 1997 | Palamós CF | 1 – 1 (pp.)     | UE Figueres | Palamós                                                  |  |
| 4a ronda      | Javi 1'    | El Punt Diari   | 27' Santos  | Nou Estadi de Palamós · 400 espectadors · Muñoz Medina · |  |
|               |            | Tanda de penals |             |                                                          |  |
|               |            | 7 – 6           |             |                                                          |  |

| Copa del Rei |

| 3 setembre 1997  | Nàstic de Tarragona | 0 – 2           | UE Figueres           | Tarragona                                            |  |
| 1a ronda - Anada |                     | Mundo Deportivo | 12' Oronoz · 78' Juli | Nou Estadi de Tarragona · Carlos Gallardo Martínez · |  |

| 10 setembre 1997   | UE Figueres | 1 – 0           | Nàstic de Tarragona | Figueres                                    |  |
| 1a ronda - Tornada | Nan 70'     | Mundo Deportivo |                     | Municipal de Vilatenim · César Ochoa Díez · |  |

| 8 octubre 1997   | UE Figueres | 1 – 1           | RCD Espanyol | Figueres                                           |  |
| 2a ronda - Anada | Dolz 7'     | Mundo Deportivo | 55' Pacheta  | Municipal de Vilatenim · Miguel Ángel Pérez Lasa · |  |

| 29 octubre 1997    | RCD Espanyol | 1 – 2           | UE Figueres              | Barcelona                                      |  |
| 2a ronda - Tornada | Pralija 13'  | Mundo Deportivo | 8' (p.) Nan · 20' Santos | Estadi de Montjuïc · Fernando Carmona Méndez · |  |

| 3 desembre 1997  | UE Figueres | 1 – 1           | València CF | Figueres                                                           |  |
| 3a ronda - Anada | Peña 59'    | Mundo Deportivo | 38' Carboni | Municipal de Vilatenim · 5.500 espectadors · Carlos Megía Dávila · |  |

| 7 gener 1998       | València CF            | 2 – 1 (pr.)     | UE Figueres | València                                                            |  |
| 3a ronda - Tornada | Ilie 55' · Angulo 116' | Mundo Deportivo | 35' Vinyals | Estadi de Mestalla · 30.000 espectadors · José Luis Prados García · |  |

| Segona Divisió B-Grup 3 |

| 31 agost 1997 | UE Figueres                                  | 4 – 1           | Ontinyent CF | Figueres                                           |  |
| Jornada 1     | Sagué 8' · Peña 22' · Vinyals 28' · Juli 30' | Mundo Deportivo | 80' Mullor   | Municipal de Vilatenim · Jesús Villanueva Angulo · |  |

| 7 setembre 1997 | Mensajero-La Palma | 0 – 2           | UE Figueres            | Santa Cruz de La Palma                                    |  |
| Jornada 2       |                    | Mundo Deportivo | 8' Arnau · 28' Vinyals | Estadi Silvestre Carrillo · Pedro Antonio Adrover Mulet · |  |

| 14 setembre 1997 | Novelda CF | 0 – 1           | UE Figueres | Novelda                                            |  |
| Jornada 3        |            | Mundo Deportivo | 79' Vinyals | Estadi La Magdalena · José Luis García Domínguez · |  |

| 21 setembre 1997 | UE Figueres | 2 – 0           | CE L'Hospitalet | Figueres                                           |  |
| Jornada 4        | Nan 19' 80' | Mundo Deportivo |                 | Municipal de Vilatenim · Miguel Ángel Ayza Gámez · |  |

| 27 setembre 1997 | RCD Espanyol B                | 2 – 0           | UE Figueres | Barcelona                                   |  |
| Jornada 5        | Diego 41' · De Lucas 65' (p.) | Mundo Deportivo |             | Camp de La Caixa · Abilio García Carreras · |  |

| 5 octubre 1997 | UE Figueres         | 2 – 1           | FC Barcelona B  | Figueres                                              |  |
| Jornada 6      | Peña 54' · Juli 80' | Mundo Deportivo | 68' Luis García | Municipal de Vilatenim · Jesús José Granel Martínez · |  |

| 12 octubre 1997 | CE Castelló             | 2 – 1           | UE Figueres | Castelló de la Plana               |  |
| Jornada 7       | Julián 60' · Galder 75' | Mundo Deportivo | 72' Oronoz  | Nou Castàlia · Carlos Clos Gómez · |  |

| 19 octubre 1997 | UE Figueres            | 2 – 1           | UD Gáldar   | Figueres                                                    |  |
| Jornada 8       | Dolz 31' · Vinyals 70' | Mundo Deportivo | 42' Antonio | Municipal de Vilatenim · Francisco Javier de Diego Pagola · |  |

| 25 octubre 1997 | UDA Gramenet | 1 – 0           | UE Figueres | Santa Coloma de Gramenet                                           |  |
| Jornada 9       | Unai 92'     | Mundo Deportivo |             | Nou Camp Municipal de Santa Coloma · Salvador Montesinos Mariano · |  |

| 2 novembre 1997 | UE Figueres | 1 – 1           | CF Gandia    | Figueres                                            |  |
| Jornada 10      | Dolz 58'    | Mundo Deportivo | 25' Castillo | Municipal de Vilatenim · Juan Carlos Jaso Delgado · |  |

| 9 novembre 1997 | FC Andorra | 0 – 4           | UE Figueres                 | Andorra la Vella                           |  |
| Jornada 11      |            | Mundo Deportivo | 16' 77' Peña · 65' 72' Juli | Estadi Comunal · Eduardo Pérez Izquierdo · |  |

| 16 novembre 1997 | UE Figueres        | 2 – 1           | CF Sóller | Figueres                                         |  |
| Jornada 12       | Juli 7' · Peña 48' | Mundo Deportivo | 75' Rodri | Municipal de Vilatenim · José María Gil García · |  |

| 23 novembre 1997 | RCD Mallorca B                            | 3 – 2           | UE Figueres         | Palma                                         |  |
| Jornada 13       | Serrano 52' · Gibanel 62' · Maldonado 78' | Mundo Deportivo | 76' Juli · 85' Peña | Estadi Lluís Sitjar · Juan Pereñíguez Pérez · |  |

| 30 novembre 1997 | UE Figueres              | 3 – 1           | CE Sabadell FC | Figueres                                             |  |
| Jornada 14       | Arnau 40' 55' · Juli 89' | Mundo Deportivo | Leo 16'        | Municipal de Vilatenim · Jesús Javier García Paños · |  |

| 7 desembre 1997 | Nàstic de Tarragona | 1 – 1           | UE Figueres    | Tarragona                                           |  |
| Jornada 15      | Torres 40'          | Mundo Deportivo | 2' (p.) Condom | Nou Estadi de Tarragona · Carlos Delgado Ferreiro · |  |

| 14 desembre 1997 | UE Figueres  | 1 – 3           | CF Gavà                                  | Figueres                                             |  |
| Jornada 16       | Nan 73' (p.) | Mundo Deportivo | 61' Preciado · 74' Altimira · 78' Manolo | Municipal de Vilatenim · José Luis Renales Galindo · |  |

| 21 desembre 1997 | Pájara-Playas                         | 3 – 1           | UE Figueres    | Pájara                                                     |  |
| Jornada 17       | Floren 5' · Ramón 46' · Juan Luis 90' | Mundo Deportivo | 11' (p.) Justo | Camp Municipal de Costa Calma · José Amilburu Santamaría · |  |

| 4 gener 1998 | UE Figueres        | 2 – 2           | Terrassa FC               | Figueres                                           |  |
| Jornada 18   | Peña 53' · Nan 84' | Mundo Deportivo | 23' Chuli · 72' Campuzano | Municipal de Vilatenim · Sergio Dueñas Rodríguez · |  |

| 11 gener 1998 | València CF B | 1 – 1           | UE Figueres | Paterna                                                |  |
| Jornada 19    | Jandro 17'    | Mundo Deportivo | 28' Peña    | Ciutat Esportiva de Paterna · Antonio Jávega Jiménez · |  |

| 18 gener 1998 | Ontinyent CF | 0 – 0           | UE Figueres | Ontinyent                                      |  |
| Jornada 20    |              | Mundo Deportivo |             | El Clariano · Jorge Francisco Peregrín Pérez · |  |

| 25 gener 1998 | UE Figueres                                         | 6 – 1           | Mensajero-La Palma | Figueres                                          |  |
| Jornada 21    | Nan 13' 20' (p.) 45' (p.) · Dolz 26' · Juli 27' 82' | Mundo Deportivo | 62' Suso           | Municipal de Vilatenim · Miguel Iturrioz Rosell · |  |

| 29 gener 1998 | UE Figueres        | 2 – 1           | Novelda CF   | Figueres                                             |  |
| Jornada 22    | Dolz 1' · Juli 37' | Mundo Deportivo | 55' Sigüenza | Municipal de Vilatenim · Jon Carlos Aguirre Huerga · |  |

| 1 febrer 1998 | CE L'Hospitalet | 1 – 0           | UE Figueres | L'Hospitalet de Llobregat                        |  |
| Jornada 23    | Atzarà 81'      | Mundo Deportivo |             | Camp de futbol municipal · Eusebio Sáez García · |  |

| 8 febrer 1998 | UE Figueres | 0 – 0           | RCD Espanyol B | Figueres                                           |  |
| Jornada 24    |             | Mundo Deportivo |                | Municipal de Vilatenim · José Luis Colina Sarobe · |  |

| 14 febrer 1998 | FC Barcelona B  | 1 – 1           | UE Figueres | Barcelona                              |  |
| Jornada 25     | Luis García 10' | Mundo Deportivo | 93' Salas   | Miniestadi · Eduardo Pérez Izquierdo · |  |

| 22 febrer 1998 | UE Figueres | 0 – 2           | CE Castelló                | Figueres                                          |  |
| Jornada 26     |             | Mundo Deportivo | 52' (p.) Cuesta · 78' Paco | Municipal de Vilatenim · Juan Carlos Gil Oteiza · |  |

| 1 març 1998 | UD Gáldar                    | 0 – 3           | UE Figueres | Gáldar                                        |  |
| Jornada 27  | Ramón 22' · Salas 40' (p.p.) | Mundo Deportivo |             | Estadi Barrial · Fernando Iglesias Figueroa · |  |

| 8 març 1998 | UE Figueres | 0 – 2           | UDA Gramenet                 | Figueres                                               |  |
| Jornada 28  |             | Mundo Deportivo | 22' (p.) Cámara · 86' Blanco | Municipal de Vilatenim · Romualdo Caballero Herreros · |  |

| 15 març 1998 | CF Gandia    | 1 – 1           | UE Figueres | Gandia                                                |  |
| Jornada 29   | Castillo 68' | Mundo Deportivo | 87' Salas   | Estadi Guillermo Olagüe · Santiago José Gómez Gómez · |  |

| 22 març 1998 | UE Figueres                     | 3 – 0           | FC Andorra | Figueres                                     |  |
| Jornada 30   | Juli 13' · Peña 60' · Prats 68' | Mundo Deportivo | 88' Macías | Municipal de Vilatenim · Carlos Clos Gómez · |  |

| 29 març 1998 | CF Sóller                                           | 5 – 4           | UE Figueres                                      | Sóller                                               |  |
| Jornada 31   | Ramón 15' · Quique 30' · Samper 38' · Luque 74' 91' | Mundo Deportivo | 5' Juli · 20' (p.p.) Muñoz · 49' Dolz · 89' Peña | Camp d'en Maiol · Fernando Miguel Millán Domínguez · |  |

| 5 abril 1998 | UE Figueres | 1 – 1           | RCD Mallorca B | Figueres                                          |  |
| Jornada 32   | Juli 51'    | Mundo Deportivo | 40' Ramón      | Municipal de Vilatenim · Abilio García Carreras · |  |

| 12 abril 1998 | CE Sabadell FC          | 2 – 0           | UE Figueres | Sabadell                                       |  |
| Jornada 33    | Íñigo 57' · Antonio 69' | Mundo Deportivo |             | Nova Creu Alta · Luis Miguel Martínez Terrén · |  |

| 19 abril 1998 | UE Figueres                     | 3 – 0           | Nàstic de Tarragona | Figueres                                    |  |
| Jornada 34    | Peña 20' · Juli 34' · Justo 60' | Mundo Deportivo |                     | Municipal de Vilatenim · Jon Mesa Hurtado · |  |

| 26 abril 1998 | CF Gavà    | 1 – 1           | UE Figueres | Gavà                                                   |  |
| Jornada 35    | Albesa 88' | Mundo Deportivo | 27' Juli    | Estadi Municipal la Bòbila · Jesús Villanueva Angulo · |  |

| 3 maig 1998 | UE Figueres                       | 3 – 0           | Pájara-Playas | Figueres                                               |  |
| Jornada 36  | Salas 2' · Peña 51' · Sarabia 88' | Mundo Deportivo |               | Municipal de Vilatenim · Bartolomé Juan Soberats Mas · |  |

| 10 maig 1998 | Terrassa FC                   | 3 – 2           | UE Figueres            | Terrassa                                                  |  |
| Jornada 37   | Chuli 69' 91' · Campuzano 80' | Mundo Deportivo | 11' Sarabia · 41' Agné | Estadi Olímpic de Terrassa · Sergio Hernández Rodríguez · |  |

| 17 maig 1998 | UE Figueres | 0 – 2           | València CF B           | Figueres                                           |  |
| Jornada 38   |             | Mundo Deportivo | 31' Porras · 49' Franch | Municipal de Vilatenim · Roberto San Miguel Mayo · |  |

## Classificació
| Pos. | Equip               | J  | G  | E  | P  | GF | GC  | DG  | pts. |
| --- | ------------------- | -- | -- | -- | -- | -- | --- | --- | ---- |
| 1r | FC Barcelona B      | 38 | 22 | 7  | 9  | 70 | 39  | +31 | 73   |
| 2n | Terrassa FC         | 38 | 21 | 8  | 9  | 70 | 44  | +26 | 71   |
| 3r | RCD Mallorca B      | 38 | 19 | 14 | 5  | 55 | 32  | +23 | 71   |
| 4t | RCD Espanyol B      | 38 | 18 | 13 | 7  | 71 | 33  | +38 | 67   |
| 5è | CE Castelló         | 38 | 17 | 13 | 8  | 58 | 29  | +29 | 64   |
| 6è | CF Gavà             | 38 | 13 | 16 | 9  | 54 | 38  | +16 | 55   |
| 7è | UE Figueres         | 38 | 15 | 10 | 13 | 62 | 47  | +15 | 55   |
| 8è | Pájara-Playas       | 38 | 14 | 12 | 12 | 41 | 42  | -1  | 54   |
| 9è | CF Gandia           | 38 | 14 | 12 | 12 | 37 | 34  | +3  | 54   |
| 10è | UDA Gramenet        | 38 | 13 | 13 | 12 | 38 | 39  | -1  | 52   |
| 11è | CE Sabadell FC      | 38 | 14 | 9  | 15 | 43 | 44  | -1  | 51   |
| 12è | CE L'Hospitalet     | 38 | 11 | 15 | 12 | 36 | 34  | +2  | 48   |
| 13è | Ontinyent CF        | 38 | 13 | 8  | 17 | 31 | 54  | -23 | 47   |
| 14è | València CF B       | 38 | 12 | 11 | 15 | 39 | 41  | -2  | 47   |
| 15è | Nàstic de Tarragona | 38 | 11 | 13 | 14 | 37 | 43  | -6  | 46   |
| 16è | Mensajero-La Palma  | 38 | 12 | 10 | 16 | 45 | 63  | -18 | 46   |
| 17è | UD Gáldar           | 38 | 11 | 10 | 17 | 34 | 52  | -18 | 43   |
| 18è | Novelda CF          | 38 | 10 | 12 | 16 | 41 | 51  | -10 | 42   |
| 19è | CF Sóller           | 38 | 9  | 10 | 19 | 43 | 68  | -25 | 37   |
| 20è | FC Andorra          | 38 | 1  | 4  | 33 | 14 | 102 | -88 | 7    |
| En groc, els equips que disputaren la lligueta de promoció a Segona Divisió A, i en vermell, els que descendiren a Tercera Divisió. |                     |    |    |    |    |    |     |     |      |

## Estadístiques individuals
| Jugador                      | P. | T. | S. | M.   | G. | TG | TV |
| ---------------------------- | -- | -- | -- | ---- | -- | -- | -- |
| Esteve Moner Écija           | 37 | 37 | 0  | 3330 | 0  | 2  | 0  |
| Pere Molist Monclús          | 1  | 0  | 1  | 90   | 0  | 0  | 0  |
| Arnau Sala Descals           | 32 | 32 | 0  | 2748 | 3  | 10 | 2  |
| Joan Sagué Turón             | 27 | 23 | 4  | 1964 | 1  | 5  | 0  |
| Miguel Ángel Salas Bestard   | 32 | 32 | 0  | 2736 | 3  | 10 | 2  |
| José Antonio Oronoz Bidegain | 30 | 29 | 1  | 2574 | 1  | 10 | 1  |
| Gorka Garagarza Fernández    | 29 | 29 | 0  | 2521 | 0  | 8  | 2  |
| Raül Agné Montull            | 27 | 22 | 5  | 1593 | 1  | 9  | 4  |
| Josep Santos Pastor          | 14 | 6  | 8  | 629  | 0  | 3  | 0  |
| Jordi Vinyals Martori        | 35 | 31 | 4  | 2774 | 4  | 2  | 0  |
| Nan Ribera Masó              | 32 | 25 | 7  | 2361 | 7  | 5  | 0  |
| Justo Ruiz González          | 30 | 22 | 8  | 2052 | 2  | 5  | 0  |
| Jordi Condom Aulí            | 27 | 19 | 8  | 1619 | 1  | 2  | 1  |
| Àngel Cortada Borràs         | 21 | 14 | 7  | 1336 | 0  | 2  | 0  |
| Marcos Vallejo Gil           | 12 | 9  | 3  | 825  | 0  | 4  | 1  |
| Francesc Kiko Prats Viñas    | 3  | 0  | 3  | 54   | 1  | 0  | 0  |
| José Luis Peña Revilla       | 34 | 30 | 4  | 2591 | 12 | 6  | 1  |
| Juli Sunyer Serrat           | 35 | 29 | 6  | 2588 | 15 | 4  | 0  |
| Ángel Francisco Dolz Julián  | 31 | 22 | 9  | 2049 | 5  | 5  | 2  |
| Daniel Sarabia Nicart        | 15 | 5  | 10 | 500  | 2  | 1  | 0  |
| Jon Bengoetxea Perurena      | 7  | 1  | 6  | 220  | 0  | 1  | 0  |